# Cherif Younousse
Cherif Younousse Samba, född 22 maj 1995 i Dakar, Senegal, är en qatarisk beachvolleyspelare.
Younousse har spelat tillsammans med Ahmed Tijan under huvuddelen av sin karriär, undantaget är 2015-2017, då han spelade med Jefferson Santos Pereira. Med Tijan vann han asiatiska spelen 2018. De tog brons vid OS 2020 (spelat 2021) och vann även FIVB Beach Volleyball World Tour samma år.
Under 2022 vann de asiatiska mästerskapet. Året efter vann de åter asiatiska spelen 2022 (som namnet till trots spelades 2023).